# Tutupaca
A Tutupaca egy alvó tűzhányó az Andokban, Peru déli részén.

## Leírás

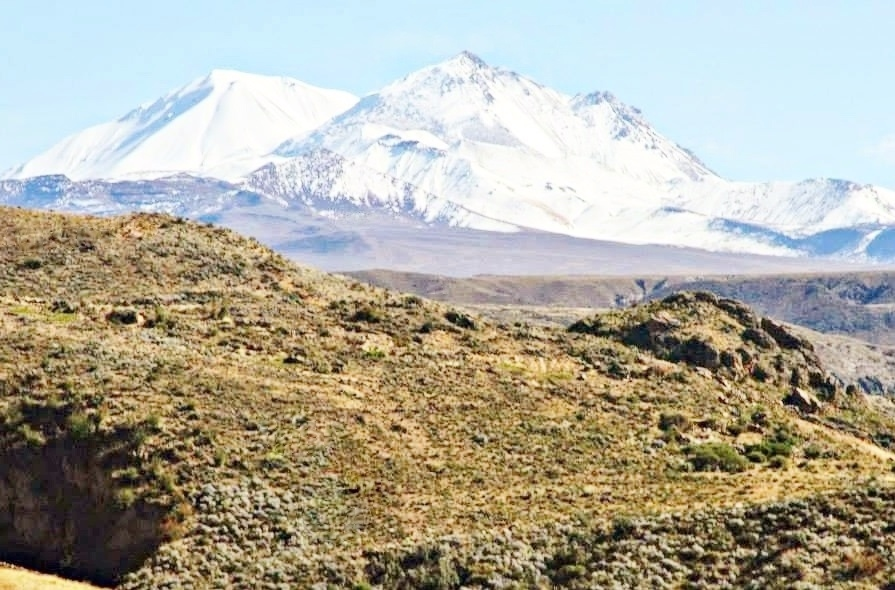
A Tutupaca

A Tutupaca Peru déli részén, az Andok nagy kanyarulatához közel található, közigazgatásilag Tacna megye Candarave tartományához, azon belül Candarave körzethez tartozik. Teljes magassága különböző források szerint 5801 vagy 5815 méter.
Maga a jelenleg hóval borított hegy két elkülönülő vulkáni felépítményből áll, amelyek egymástól észak–déli irányban helyezkednek el. Az északi test omlása egy olyan törmeléklavinát indított el, amely egészen 7 km távolságra eljutott északi irányban. A területen több, jégkorszak utáni lávafolyás nyoma figyelhető meg, közülük a legnagyobb a két tömb közötti nyeregből indul. A helyszínen szolfatáratevékenységet is leírtak.

## Kitörései
A jelenleg is alvó Tutupacának kevés kitörése ismert a történelmi időkből. Az első, bár bizonytalan adat szerint kitört 1780-ban, majd két megerősített időpontról tudunk: először 1787 és 1789 között, majd 1802. március 20-tól ugyanezen év augusztusáig volt aktív. Ezután 1862 áprilisából–májusából, valamint 1902 novemberéből vannak említések, de ezek is bizonytalanok.